# خوان تيخادا
خوان تيخادا (بالإسبانية: Juan Tejada)‏ هو لاعب كرة قدم بنمي في مركز الهجوم، ولد في 14 يناير 1997 في مدينة بنما في بنما. لعب مع Tampa Bay Rowdies ‏.